# بيورنار أندرسن
بيورنار أندرسن (بالنرويجية البوكمول: Bjørnar Andersen)‏ هو سائق زلاجة ‏ وميكانيكي نرويجي، ولد في 1978.

## وصلات خارجية
- بيورنار أندرسن على موقع سباق إديتارود تريل لزلاجات الكلاب (الإنجليزية)